# Оррин (Північна Дакота)
Оррин (англ. Orrin) — переписна місцевість (CDP) в США, в окрузі Пієрс штату Північна Дакота. Населення — 7 осіб (2020).

## Географія
Оррин розташований за координатами 48°5′27″ пн. ш. 100°10′2″ зх. д. / 48.09083° пн. ш. 100.16722° зх. д. (48.090938, -100.167109).  За даними Бюро перепису населення США в 2010 році переписна місцевість мала площу 0,60 км², уся площа — суходіл.

## Демографія
Згідно з переписом 2010 року, у переписній місцевості мешкали 22 особи в 5 домогосподарствах у складі 5 родин. Густота населення становила 37 осіб/км².  Було 17 помешкань (29/км²).
Расовий склад населення:
| - 77,3 % — білих - 22,7 % — чорних або афроамериканців |

До двох чи більше рас належало 0,0 %. Частка іспаномовних становила 0,0 % від усіх жителів.
За віковим діапазоном населення розподілялося таким чином: 59,1 % — особи молодші 18 років, 31,8 % — особи у віці 18—64 років, 9,1 % — особи у віці 65 років та старші. Медіана віку мешканця становила 17,3 року. На 100 осіб жіночої статі у переписній місцевості припадало 175,0 чоловіків;  на 100 жінок у віці від 18 років та старших — 80,0 чоловіків також старших 18 років.
Цивільне працевлаштоване населення становило 0 осіб. 